# Cylindromyia apicalis
Cylindromyia apicalis là một loài ruồi trong họ Tachinidae.